# Болотяний кипарис дворядний
Болотяний кипарис дворядний, таксо́дій або кипари́с боло́тний (Taxodium distichum) — багаторічна рослина родини кипарисових, хвойне дерево родом з Північної Америки. Деревна, лісомеліоративна та декоративна культура.

## Опис
Листопадне дерево 30–45 м заввишки з вузькопірамідальною кроною в молодому віці та широкопірамідальною, інколи розпростертою — в зрілому. Хвоя м'яка, світло-зелена, пір'ястогребінчаста, на зиму опадає разом з вкороченими пагонами. Плід — кругла шишка, не дозріла зелена, дозріла — коричнева, до 2 см в діаметрі, покривні луски дрібні.

## Екологія та поширення
Таксодій дворядний є світлолюбною, швидкорослою рослиною, живе до 500–600 років. Трапляються окремі дерева, вік яких досягає 4000–6000 років.
Його батьківщина — південний схід Північної Америки. Поширений на півдні США і на Атлантичному узбережжі. Росте на вологих піщаних і глиняних ґрунтах, на берегах річок і на болотах.

## Застосування
М'яка, легка, волокнистої будови ядрова деревина ціниться завдяки добрим механічним якостям, і є стійкою проти гниття. Використовується для виготовлення меблів та інших виробів. Ця декоративна рослина розмножується насінням і живцями.
В Україні культивується на чорноморському узбережжі, на Південному березі Криму, на південному-заході та в центрі України (Чернівці, Львів, Ужгород), зокрема, в Гермаківському дендропарку, що на Тернопільщині, в Софіївці та Києві.